# Rolland Viau
 (juillet 2014).
Si vous disposez d'ouvrages ou d'articles de référence ou si vous connaissez des sites web de qualité traitant du thème abordé ici, merci de compléter l'article en donnant les références utiles à sa vérifiabilité et en les liant à la section « Notes et références ».
Pour les articles homonymes, voir Viau.
Rolland Viau est un professeur associé canadien.
Il est chargé d'enseignement et chercheur dans le département de pédagogie à l'université de Sherbrooke (faculté d'éducation).
Il a obtenu un baccalauréat en sciences de l'éducation de l'université de Montréal en 1973, une maîtrise en recherche en éducation, et un doctorat dans la même discipline en 1988. Il a suivi une formation postdoctorale à l'université de Californie à Los Angeles en 1994–1995.

## Recherche
Ses deux axes de recherche portent sur : « La motivation qui anime les grands chercheurs dans la création scientifique » et « Le profil d'apprentissage des étudiants universitaires ».
Pour susciter la motivation scolaire, il condense des points concrets pour les activités en classe et les activités d’apprentissage dans La motivation dans l'apprentissage du français, 1999.

## Publications
Rolland Viau a publié plusieurs essais de recherche en pédagogie :
- Rolland Viau, La Motivation en contexte scolaire, Éditions du Renouveau pédagogique, 1994, 221 p. (ISBN 2-8041-4329-5)
- Rolland Viau, La Motivation en contexte scolaire, Éditions De Boeck, Bruxelles, 2009 (ISBN 978-2-8041-1148-9 et 2-8041-1148-2)(édition entièrement révisée)[4].
- Rolland Viau, La Motivation dans l'apprentissage du français, Éditions du Renouveau pédagogique, 1999, 161 p. (ISBN 978-2-7613-1074-1)
- Les Façons d'apprendre des étudiantes et des étudiants de baccalauréat à l'École Polytechnique de Montréal, en collaboration avec Prégent R. et Forest L. Bureau d'appui pédagogique, Direction de l'enseignement et de la formation. École Polytechnique, 2004.
- L'Apprentissage et l'enseignement dans les écoles de génie : Analyse de la littérature portant sur la réussite et la persévérance dans les études, Décanat à la Formation. École de technologie supérieure de Montréal, 2005.
- Le Profil d'apprentissage des étudiantes et des étudiants de l'École de technologie supérieure de Montréal, en collaboration avec Josée Bouchard, Décanat à la Formation. École de technologie supérieure de Montréal, 2006.
- A Model to Explain the Motivational Dynamics of Eminent Scientists, 10th International Conference on motivation, Landau, Germany, octobre 2006.
- Rolland Viau, La motivation dans la création scientifique, Éditions des Presses de l'Université du Québec, 2007 (ISBN 978-2-7605-1486-7 et 2-7605-1486-2)
- La Motivation : condition essentielle de réussite. 3e édition révisée. In J. C. Ruano-Borbalan (Ed.) Éduquer et Former. Paris : Éditions Sciences Humaines (2011).